# 麦加帝斯
麥加帝斯（英語：Megadeth）是美國的鞭擊金屬樂團，1983年其核心人物戴夫·馬斯泰恩被金屬製品開除後兩個月，與貝斯手大衛·艾利弗森成立於加州洛杉磯。該樂團是美國鞭擊金屬界的先驅，他們與金屬製品、超級殺手、炭疽並稱為「鞭擊金屬四巨頭」（有時稱作四大鞭），對鞭擊金屬的發展與普及有極大貢獻。樂團成員變化頻繁，戴夫·馬斯泰恩是其核心人物，也是唯一不變的成員。音樂特色為節奏快速、編曲複雜、高技術性，歌詞多描述死亡、戰爭、政治和宗教。
1985年透過獨立廠牌戰鬥唱片發行首張專輯《殺戮維生》，獲得商業成功和樂界好評，因此被更大的廠牌國會唱片簽下，於1986年發行出道專輯《出賣和平，有人要嗎？》，這張專輯對金屬樂界影響深遠。儘管樂團在鞭擊金屬界占有一席之地，成員間的不合與藥物濫用問題，為此時期的樂團帶來負面名聲。
樂團陣容穩定後，發行了數張達白金銷售量的唱片，包括《歸於死寂》（1990）和《毀滅倒數》（1992）。這些專輯和世界巡演令樂團廣為人知。由於馬斯泰恩手臂麻痺，樂團曾於2002年短暫解散過。2004年樂團復出時，創團貝斯手艾利弗森缺席，因為他與馬斯泰恩於解散期間曾對簿公堂，後來兩人解除心結，於2010年重返樂團。自2005年起，樂團多次舉辦了自己的音樂祭浩瀚巡迴。
截至2014年，樂團已於全球賣出五千萬張專輯，十五張錄音室專輯中有五張在美國獲頒白金唱片認證。共獲得十二次葛萊美獎提名，在2017年獲得「葛萊美最佳金屬樂演奏獎」。樂團的吉祥物受害骷髏常出現於專輯封面，2010年後也出現於演唱會。樂團的音樂和歌詞都引起爭議，甚至令演唱會取消和專輯被禁。當中有兩首歌曲的音樂錄影帶遭到MTV頻道禁播，因為這兩首歌的影像被認為有鼓勵自殺的意味。

## 歷史

### 組建與早期（1983 - 1984年）

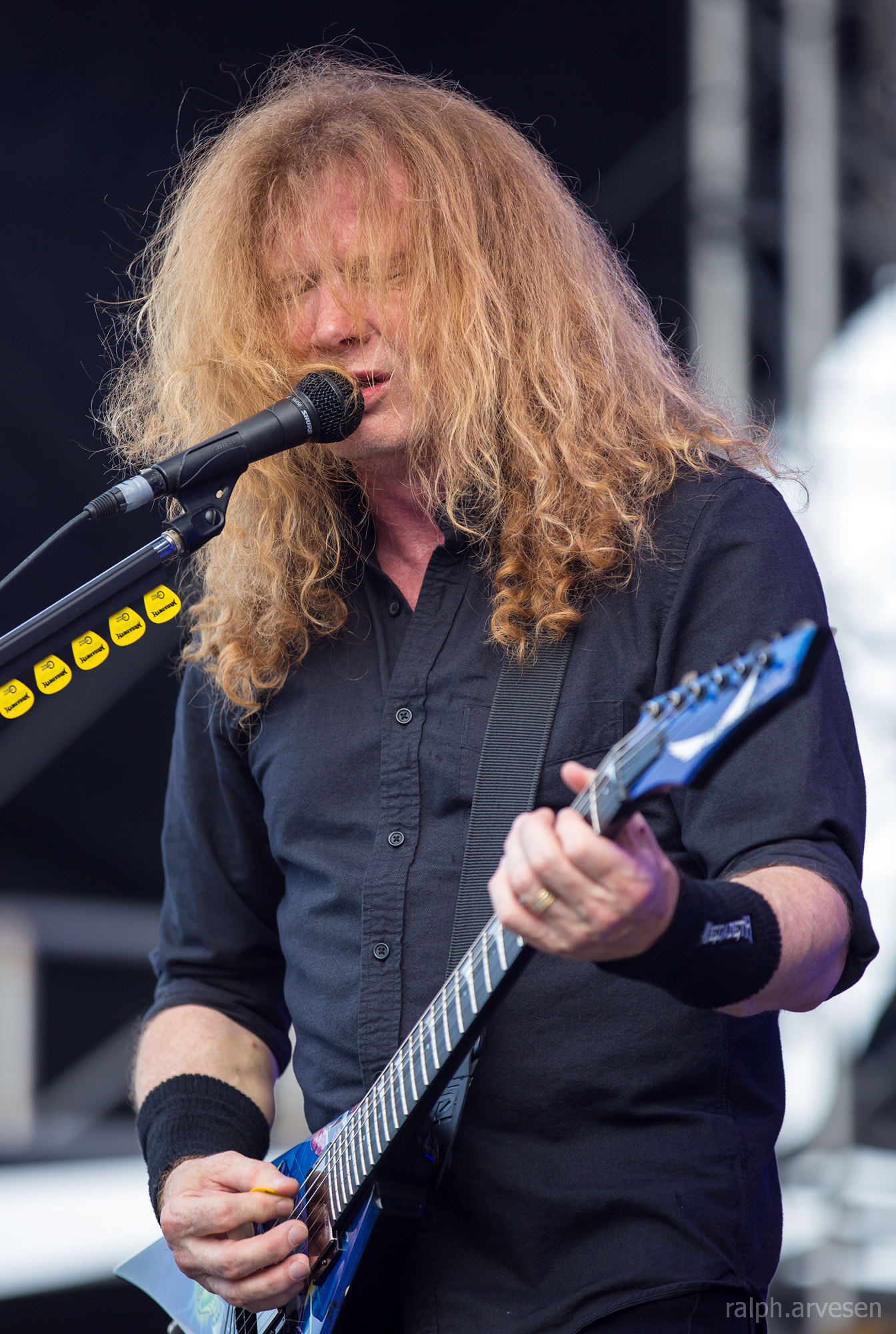
戴夫·馬斯泰恩在1983年被金屬製品開除後兩個月，組建了「麦加帝斯」樂團

1983年4月11日，金屬製品在錄製他們的首張專輯《殺無赦》之前，開除了吉他手戴夫·馬斯泰恩，原因是酗酒、毒品、火爆的行為，以及他與主唱詹姆斯·海特菲爾德和鼓手拉爾斯·烏爾里希的衝突。在兩位成員聯手趕走馬斯泰恩之後，吉他手位置也立即由出埃及乐队的柯克·哈米特取代，以前他所創作的曲子也被金屬製品改編。從紐約返回洛杉磯的灰狗巴士上，馬斯泰恩懷著怒氣，決心要組一支比金屬製品聲音更快更重的樂團。他在座椅上發現加州聯邦參議員阿蘭·克蘭斯頓的傳單，上面寫了一段句子：「大規模殺傷性武器庫（英語：The arsenal of megadeath）」，當中的「MEGADEATH」字眼不但特別，也和金屬製品的名字有點像（英語：METALLICA），成為他這支復仇樂團名字的靈感，取為「麥加帝斯（英語：MEGADETH）」，馬斯泰恩認為這個字具有「湮滅的力量」。
回到洛杉磯後，馬斯泰恩開始尋找合適的樂手。他和從明尼蘇達州搬來的新鄰居大衛·艾利弗森與葛瑞格·漢德文成為了朋友，他們分別彈奏貝斯和吉他，形成了樂團的基礎。幾個月內，就在樂團展開活動前，漢德文退出。馬斯泰恩和艾利弗森面試了大約十五個鼓手，他們希望找到一個能理解拍號變化的人。在迪戎·克魯瑟斯加入不久後，鼓手隨即換成李·洛許。在耗費六個月仍遍尋不著理想人選後，馬斯泰恩決定自己兼任主唱。
1984年，馬斯泰恩、艾利弗森和洛許三人，錄製了樂團的試聽帶。當中收錄的三曲〈最後儀式／愛到死〉、〈皮下之骨〉和〈限制級技師〉，後來將會成為首張專輯的作品。與此同時，樂團仍找不到完美的第二吉他手。在幾場舊金山的演出中，超級殺手的凱瑞·金擔任了支援吉他手。在舊金山演出後，洛許退出，樂團錄用了融合爵士樂鼓手加爾·薩繆爾森，他曾是一支爵士樂隊的成員，於是該樂隊的吉他手克里斯·波蘭前去試音，在1984年12月加入麥加帝斯。在考慮過後，樂團與獨立廠牌戰鬥唱片簽約，提供樂團錄音和演出的資金。

### 《殺戮維生》（1985年）
1985年，戰鬥唱片給了樂團八千美元的錄音預算，結果成員把其中四千美元拿去吃喝玩樂以及購買毒品，於是他們解雇了製作人，自己操刀製作專輯，並以價格低廉的低保真度技術錄音。1985年6月12日，發行第一張專輯《殺戮維生》，除了地下金屬圈，在金屬雜誌和主流媒體也獲得好評，同時引起其他主流廠牌對樂團的注意。英國音樂作家喬爾·麥基弗稱讚這張專輯具有「強到冒泡的技術性」，並指出這張專輯「提高了整個搖滾和金屬音樂界的標準，所有吉他手都被迫要展現更精準的彈奏」。該專輯封面也是樂團吉祥物受害骷髏的首次亮相，它將經常出現在未來的專輯插圖設計中。
《殺戮維生》中收錄的〈限制級技師〉，曾是馬斯泰恩待在金屬製品時的原始創作。在開除馬斯泰恩後，金屬製品把這首歌改了歌詞和速度，並加入旋律，成為〈四騎士〉。這張專輯還包括翻唱自美國歌手南茜·辛納特拉的〈這些靴子〉，不過速度快上非常多。原曲的詞曲作家李·黑茲爾伍德對此翻唱相當不滿，他認為這是「惡劣、冒犯」的作品，強烈要求麥加帝斯在專輯中刪去這首。在法律行動的威脅下，這首歌從1995年至2001年暫時未收錄在《殺戮維生》的發行版本中。
1985年夏季，樂團與激勵共同在北美展開巡迴演出。期間波蘭突然退出。於是麥克·阿爾伯特接任吉他手。10月份時，波蘭又重新回到樂團，並開始準備下一張新專輯。

### 《出賣和平，有人要嗎？》（1986 - 1987年）

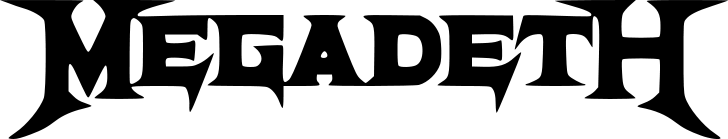
麥加帝斯的樂團標誌，它在第二張專輯開始出現，並且迄今從未改變過

據馬斯泰恩回憶，這張新作在壓力下完成，他說：「第二張專輯對所有樂團來說都是非常重要的，能夠繼續走下去或是解散告終全看它了」。在開始錄製之前，樂團在洛杉磯南部的一個舊倉庫中快速累積了許多創作素材。先由馬斯泰恩作曲，其他成員再加入創作想法。因為戰鬥唱片的製作經費不足，樂團對它的效果感到不滿意。為了製作更好的專輯以及得到更多製作經費，樂團轉簽給國會唱片。該公司獲得樂團第二張專輯的版權，同時聘請了製作人保羅·拉尼協助，將先前錄製的成品重新混音。1986年9月19日，發行第二張專輯、也是正式出道專輯《出賣和平，有人要嗎？》，比起前作具有更清晰的音質和更複雜的編曲。它受到當代音樂評論家的好評，銷售量登上美國告示牌二百強專輯榜第76名、日本Oricon公信榜第182名，獲美國唱片業協會頒發白金唱片認證。
主要創作者馬斯泰恩寫了許多有關社會意識的歌詞，這與當時主流重金屬樂團所唱的「享樂主義」有很大不同。也因此這張專輯引起了政治評論界的注目，並為樂團擴大了樂迷數量。主打歌〈出賣和平〉發行為單曲，並在MTV音樂頻道上輪播。在多年後的回顧性樂評中，《出賣和平，有人要嗎？》成為樂團最經典的專輯之一，也是鞭擊金屬運動的奠基之作。美國線上音樂資料庫AllMusic認為，它是「早期鞭擊金屬的經典、麥加帝斯最強大的作品，結合了政治意識與黑暗威脅，成為典型的重金屬世界觀」。英國音樂作家喬爾·麥基弗表示：「這張專輯主要的優勢是流暢性，所有樂曲都以連續穩定的方式律動。並且對那些厭惡重金屬、不懷好意的樂評人比了一個中指」。除了受到極大的讚譽，這張專輯自發行以來獲得了許多榮耀，包括《死前必聽的一千零一張專輯》將它列入其中、加拿大重金屬雜誌《豪言與血拳》資深編輯馬丁·帕夫將它列為「歷來五百大重金屬專輯」、美國入口網站About.com將它排在「終極鞭擊金屬專輯排榜」第三名，並表示它是無庸置疑的經典。此外，單曲〈出賣和平〉在2006年入選VH1頻道「四十首最偉大的重金屬歌曲」第十一名。
1987年2月，樂團跟隨埃利斯庫珀的巨蟒巡迴之旅，擔任暖場團。此後又與仁慈命運一起進行了短暫的巡演。3月，樂團展開自己第一次的英國巡演，並與殺過頭和喪屍一同展開美國演出。巡演期間，馬斯泰恩和艾利弗森因為薩繆爾森藥物濫用的問題考慮開除他。據馬斯泰恩表示，薩繆爾森因為嗑藥已經變了一個人。因為其他成員擔心薩繆爾森無法繼續巡演，鼓手位置由查克·貝勒支援。而波蘭時常與馬斯泰恩吵架，並偷偷賣掉樂團的器材，來購買海洛英吸食。7月，在夏威夷的演出結束後，樂團開除了薩繆爾森和波蘭，貝勒成為正式成員。之後，年僅十六歲的吉他手傑夫·羅密士參加樂團的試音，馬斯泰恩讚美他的演奏，但是因為年紀太小了，所以最終沒有讓他加入。波蘭的位置最初是由傑·雷諾茲頂替。但六周後，當樂團即將展開下一張專輯的錄製時，馬斯泰恩決定改為聘用雷諾茲的吉他老師傑夫·楊。

### 《目前很好又如何》（1988 - 1989年）
獲得主流廠牌的大筆製作預算，樂團在洛杉磯開始錄音。這張專輯錄製時，馬斯泰恩正處在擺脫毒癮的痛苦中，他與製作人保羅·拉尼有過數次爭執，因為拉尼堅持要將爵士鼓和銅鈸分開錄音。在專輯混音期間，馬斯泰恩把拉尼換掉，改由麥可·華格納擔任製作人，重新製作專輯。
1988年1月19日，發行第三張專輯《目前很好又如何》，受到樂迷和評論家的好評。該專輯收錄翻唱自性手槍的〈英國無政府狀態〉，馬斯泰恩因為聽不懂約翰·萊登在唱什麼，所以改了一些歌詞。另一首〈最黑暗的時刻〉的前奏是紀念金屬製品車禍過世的貝斯手克利夫·伯頓，而內容是關於她的前女友，馬斯泰恩從金屬製品經紀人的電話中得知噩耗，一口氣完成了這首歌，這首歌往後幾乎都會在麥加帝斯的表演現場出現。樂團隨後踏上宣傳新專輯的巡演，跟隨迪歐在歐洲的演出，擔任暖場團。之後加入鐵娘子在美國的第七次之旅。8月，在英國的搖滾怪獸音樂節登台，吸引超過十萬人觀看。原本預計要完成音樂節歐洲巡演的，但最終在英國這一場演出後即離開，因為貝斯手艾利弗森吸毒過量，須送醫治療。
在音樂節的演出後不久，馬斯泰恩開除了鼓手貝勒和吉他手楊，也取消了澳大利亞巡演。馬斯泰恩後來回憶說：「在旅途中，零星小衝突慢慢演變成激烈大戰。1988年的我們很不團結」。當時巡演期間，馬斯泰恩注意到貝勒的問題越來越嚴重，於是他找來鼓手尼克·門薩擔任鼓技師。和薩繆爾森以前的情況一樣，若貝勒無法正常演出，門薩將取代他的位置上台。1989年5月，門薩成為正式成員。而吉他手楊被開除的原因是馬斯泰恩懷疑他與他的女友有曖昧關係，但楊否認。
開除了楊之後，樂團無法即時找到新的吉他手人選。只有三個人的麥加帝斯翻唱了埃利斯庫珀的歌曲〈別再當好人〉，被收錄在衛斯·克萊文的恐怖電影《猛鬼電王》原聲帶中。1988年6月，樂團出現在電影導演潘娜樂·菲莉絲的紀錄片《西方文明的墮落二部曲：金屬年代》結尾，菲莉絲回憶說：「那是個艱難的任務，馬斯泰恩因為毒癮發作而無法彈吉他」。該紀錄片主要講述洛衫磯地區的重金屬發展情況，不過大部分是介紹華麗金屬。馬斯泰斯則表示對該片很失望，因為它把麥加帝斯與「一堆狗屎樂團」相提並論。1989年3月，在樂團開始要面試新任吉他手時，馬斯泰恩因酒醉駕駛衝撞警車後而被扣押，警方還發現他吸毒。他隨後被法院強制執行戒毒治療，因此他才終於遠離毒品。

### 《歸於死寂》（1990 - 1991年）

第四張專輯《歸於死寂 (專輯)》，主題是極強的政治諷刺。封面描繪一個在冷凍槽裡的外星人，樂團吉祥物受害骷髏手裡拿著冰晶在旁，後方則是各國領袖，從右到左依序是美國總統喬治·布希、前蘇聯領導人戈巴契夫、西德總統魏茨澤克、日本首相海部俊樹和英國首相約翰·梅傑

在馬斯泰恩清醒後，樂團繼續尋找新吉他手。試音人選包括異類的李·阿圖斯、黑暗天使的艾瑞克·邁耶和槍與玫瑰的史萊許，但是都沒有加入。潘特拉的戴姆拜格·達雷爾曾收到邀請，但因為不能與哥哥維尼爾·保羅一起加入而拒絕了。在國會唱片相關人士的推薦下，馬蒂·弗里德曼成為麥加帝斯的新任吉他手。馬斯泰恩和艾利弗森對弗里德曼的風格感到滿意，也認為他理解麥加帝斯的音樂。隨著他的加入，樂團形成了日後被樂迷認為是最佳的陣容組合。重新煥發活力的麥加帝斯與製作人麥可·克林克合作，開始錄製新作品。這是首次樂團成員在錄音室全程保持清醒的錄音，而且製作人也沒有中途被換掉。
1990年9月24日，發行第四張專輯《歸於死寂》，登上美國告示牌二百強專輯榜第23名、英國專輯排行榜第8名。馬斯泰恩展現了複雜節奏、具有些許前衛風格的創作，歌曲有更長的吉他獨奏和頻繁的速度變化。當中收錄的〈聖戰…替天行道〉和〈十八號機棚〉都成為樂團的經典名曲。專輯入圍第33屆葛萊美獎「最佳金屬樂演奏獎」，不過最終敗給金屬製品。美國重金屬雜誌《分貝》認為它是「定義鞭擊金屬風格」的作品。該專輯也鞏固了麥加帝斯在音樂界的聲譽，美國評論網站IGN表示：「《歸於死寂》是歷來最有影響力的第四大重金屬專輯，展現了戴夫·馬斯泰恩最棒的創作力」，美國入口網站About.com也認為《歸於死寂》是90年代最棒的重金屬專輯，稱它是「鞭金傑作」。〈十八號機棚〉入圍了第34屆葛萊美獎「最佳金屬樂演奏獎」提名，不過最終再次敗給金屬製品。
1990年初，超級殺手提議舉行以美國鞭擊金屬樂團為主題的巡迴演出諸神之戰，樂團加入了9月的歐洲行程。其他參與的樂團是聖約樂團、自殺傾向和炭疽。1990年底，樂團跟隨猶大祭司的北美之旅，擔任暖場團。1991年1月，在巴西里約搖滾音樂節登場。5月，樂團加入了諸神之戰的美國行程。7月，單曲〈去死吧〉被收錄在鬧劇電影《比爾和泰德歷險記電影原聲帶》中。〈斷點〉也被1993年上映的真人電影版《超級瑪利歐兄弟》原聲帶收錄。1991年，樂團發行了首支家庭錄影帶《歸於腐蝕》，收錄六首音樂錄影帶以及樂團的介紹等等。

### 《毀滅倒數》（1992 - 1993年）
1992年1月，樂團開始錄製新專輯，製作人是馬克斯·諾曼，因為樂團對他在《歸於死寂》中的混音很滿意。1992年7月14日，發行第五張專輯《毀滅倒數》，它成為樂團最成功的作品。專輯名稱是門薩取的，樂團四個成員全部參與了創作。艾利弗森表示，這張專輯改變了寫歌方式，開始寫更多的旋律化歌曲。弗里德曼也說：「這張專輯的創作過程和《歸於死寂》完全不同，在我們進錄音室之前，所有歌曲大概就改動了一百萬次」。它也延續了麥加帝斯的風格：對政治腐敗和軍事殘忍直言不諱的諷刺與批判。該專輯受到多方好評，美國音樂雜誌《旋轉》寫道：「可能是有史以來最好的鞭擊金屬專輯」。捷克新聞周刊《反射》報導《毀滅倒數》的聲音是「令人印象深刻，清晰、流暢、鋒利，充滿了殺氣的樂句。馬斯泰恩展現出歷來最具自信的歌聲」。
《毀滅倒數》登上美國告示牌二百強專輯榜第2名，並取得美國唱片業協會的雙白金唱片認證。這張專輯在海外市場也大獲成功，使樂團的樂迷版圖大幅擴張，包括英國、日本、挪威、紐西蘭、瑞典、奧地利、瑞士、澳大利亞、德國和加拿大都賣出佳績。專輯入圍第35屆葛萊美獎「最佳金屬樂演奏獎」，不過最終敗給九寸釘。艾利弗森後來表示，他和弗里德曼對樂團沒有得到葛萊美獎感到「失望、困惑」。《毀滅倒數》因為替動物權利發聲，也獲得美國人道協會頒發「創世紀獎」。
1992年12月，樂團展開新專輯的世界宣傳巡演，由潘特拉和白殭屍擔任暖場團。1993年1月得美國行程則由石廟嚮導合唱團擔任暖場團。不過在美國巡演後，馬斯泰恩又嗑藥嗑到送進急診室，於是剩下取消行程計劃，包括日本巡演。經過七周的療養，馬斯泰恩才清醒過來。樂團回到錄音室錄製歌曲〈怒火復燃〉，作為動作電影《最後魔鬼英雄》的配樂。此曲獲得第36屆葛萊美獎「最佳金屬樂演奏獎」提名，不過最終敗給奧茲·奧斯本。
1993年6月，樂團在英國米爾頓凱恩斯體育場作為金屬製品的特別嘉賓登台，這是馬斯泰恩與麥加帝斯多年來首次和金屬製品同台，並和他們在歐洲進行一系列合作演出。7月，加入史密斯飛船的全美巡演，由於合約上的一些爭端，暖場三次後就退出巡演。不過據說實際原因是馬斯泰恩得罪了史密斯飛船，因為他脫口說出「他們年事已高」。在取消美國巡演之後，樂團回到錄音室錄製歌曲〈九十九種死法〉，收錄在喜劇專輯《癟四與大頭蛋的音樂體驗》中。此曲獲得第37屆葛萊美獎「最佳金屬樂演奏獎」提名，不過最終敗給聲音花園樂隊。隨後，樂團參與錄製向黑色安息日致敬的合作翻唱專輯《人性本黑》，他們翻唱了1970年著名的〈偏執狂〉。隔年，此曲獲得第38屆葛萊美獎「最佳金屬樂演奏獎」提名，不過最終再度敗給九寸釘。至此，麥加帝斯已經是連續六屆都有作品獲得葛萊美提名，但是全部落選。

### 《少年早夭》（1994 - 1995年）
1994年初，樂團與製作人馬克斯·諾曼繼續合作，進行新專輯的錄製工作。由於有三個樂團成員住在亞利桑那州，一開始是在鳳凰城的四相錄音室進行的。進入前期製作時，因設備問題迫使樂團尋找另一間錄音室。然而馬斯泰恩堅持在亞利桑那州錄製，但沒有找到合適的錄音場地。在製作人要求下，樂團租了一間倉庫，改建成錄音室，稱為「十八號機棚裡的肥胖星球」。在錄音室施工期間，大部分的作曲和編曲都是在鳳凰城葡萄酒錄音室完成的。製作人建議降低新專輯的節奏，大約每分鐘120BPM。樂團放棄以往的前衛作風，專注於人聲的旋律性，以及創作更平易近人的音樂，試圖迎合電台的播歌標準。樂團首次是在錄音室中創作並編排好整張專輯，包括全體成員錄製的基礎音軌。這次的錄音過程拍攝為錄影帶《少年早夭製作幕後》，在1994年發行。
經過八個月的錄製工作，1994年11月1日發行了第六張專輯《少年早夭》，登上美國告示牌二百強專輯榜第4名，並在日本和許多歐洲國家都有好成績。該專輯在加拿大發行的當天，即獲得加拿大音樂協會的金唱片認證，兩個月後獲得美國唱片業協會的白金唱片認證。這次的專輯宣傳方式有所改變，樂團聘請了時尚攝影師理查德·阿維頓來塑造麥加帝斯的形象。阿維頓讓成員換掉T恤、格子襯衫和牛仔褲，改穿黑白色系的襯衫和皮衣，展現樂團外在的品味。為了宣傳《少年早夭》，樂團在紐約舉辦了一場名為「麥加帝斯生活之夜」的萬聖節節目，在MTV音樂頻道上進行現場直播。11月，樂團在美國哥倫比亞廣播公司的脫口秀節目《大衛深夜秀》出現了兩次，第一次表演了〈後果列車〉，第二次是〈給全世界〉。
11月，樂團展開了為期十一個月的世界巡演，從南美洲出發。1995年1月，樂團的歌曲〈王冠〉成為恐怖電影《幽冥怪谈之魔鬼骑士》的配樂。同一時間，樂團在歐洲和北美洲持續演出，暖場團包括崆、恐懼工廠和全蝕。7月，發行迷你專輯《隱藏的寶藏》，收錄多首致敬翻唱版本以及曾被選作電影配樂的曲子。巡迴演唱會於1995年9月結束，樂團在巴西的搖滾怪獸音樂節上登台，與奧茲·奧斯本和埃利斯庫珀領銜演出。

### 《弦外之音》（1996 - 1998年）
結束巡演後，弗里德曼在鳳凰城的新家弄了一間錄音室，並在1996年4月發行他的第四張個人專輯《真實的迷戀》。馬斯泰恩與主唱李·維、鼓手吉米·德格拉索、貝斯手凱力·拉謬組成了MD.45。這支風格接近龐克搖滾的組合在7月發行專輯《渴望》。9月，麥加帝斯開始為下一張專輯製作歌曲。創作過程由新的經紀人鮑·普拉格密切監督，許多歌詞和曲名都是在他的建議下更改。關於普拉格的影響，馬斯泰恩後來表示：「我覺得這傢伙可以幫我弄出我夢寐以求的冠軍專輯」。專輯在美國田納西州納許維爾完成錄製，這是他們首次與鄉村流行樂製作人丹·霍夫合作，他與馬斯泰恩在1990年相識。
1997年6月17日，發行第七張專輯《弦外之音》，登上美國告示牌二百強專輯榜第10名，並獲得美國唱片業協會的白金唱片認證。主打單曲〈信任〉除了登上告示牌主流搖滾單曲排行榜第5名之外，也使樂團獲得第40屆葛萊美獎「最佳金屬樂演奏獎」提名，不過最終敗給工具樂隊。雖然專輯有四首曲子都進入告示牌主流搖滾單曲排行榜前二十強，該專輯卻獲得褒貶不一的評價。《洛杉磯時報》描述它為「老調重彈和實驗歌曲間的平衡」。 《芝加哥論壇報》表示：「麥加帝斯注定要步上金屬製品的後塵，讓新作品流行化」。澳大利亞網路供應商Westnet認為《弦外之音》擁有「純淨、堅實的重金屬」，並指出「這張專輯包含各種曲調，是1997年最棒的金屬專輯之一」。當被問及該專輯的折衷主義時，馬斯泰恩回應：「《弦外之音》分為三個部分。一部分側重更極端方向的重金屬，另一個是電台播歌導向，就像《少年早夭》。而最後三分之一是更加旋律性的音樂」。
在睽違舞台演出一年多之後，樂團於1997年6月展開宣傳新專輯的世界巡演，首先是局外人為他們暖場，之後由礦坑樂團和苦痛人生接棒。7月，參加了奧茲音樂節。在巡演途中，鼓手門薩發現膝蓋長了腫瘤，離開巡演接受手術。MD.45的鼓手德格拉索支援了樂團剩餘演出。雖然最初只是暫時支援，德格拉索在巡演結束後取代了門薩，成為正式成員。馬斯泰恩後來說，他相信門薩謊稱得了癌症，所以開除了他。

### 《冒險》（1999 - 2000年）
在《弦外之音》同時獲得商業市場和電台點播的成功後，樂團繼續和製作人丹·霍夫合作，於1999年1月在納許維爾開始創作。這次依舊由經紀人普拉格監督，他和成員共同創作了五首歌曲。因為有了〈信任〉的成功表現，普拉格說服馬斯泰恩授予製作人更多的控制權，但這個決定後來讓他感到後悔。這次錄製一改以往鞭擊金屬的鮮明特徵，大量運用了弦樂。馬斯泰恩後來回憶說：「〈擊潰他們〉可能是我們錄過最蠢的歌，我不太喜歡它」。
1999年8月31日，發行第八張專輯《冒險》，是一個關鍵的商業失敗，並導致許多資深樂迷的反彈。AllMusic評論：「在許多方面，麥加帝斯的職業生涯軌跡和金屬製品是平行的。他們都從速度金屬發展成技術熟稔的鞭擊金屬，並在90年代初精簡了歌曲技術、減慢速度，使大眾市場能夠接受。他們的音樂失去很多興奮感和危險性，已經優雅的老化了」。隨然前兩張作品依舊結合了搖滾元素和更傳統的重金屬音樂，但《冒險》幾乎沒有重金屬了。關於樂團的音樂方向，馬斯泰恩表示：「《冒險》是我們職業生涯的谷底。我發誓，我們要回到初衷，這需要花一點時間」。儘管如此，《冒險》在美國的銷售量仍達到了金唱片認證標準。專輯中的主打單曲〈擊潰他們〉成為科幻動作電影《魔鬼命令：重返戰場》的配樂，而國家冰球聯盟、世界冠軍摔角聯盟、國家美式足球聯盟和美國職業棒球大聯盟也都將它選為主題曲。此外，日本遊戲廠商鐵錨開發的綜合格鬥電視遊戲《終極格鬥冠軍賽》，也將〈擊潰他們〉選做主題曲。
1999年7月14日，前任鼓手加爾·薩繆爾森在佛羅里達州奧蘭治城死於肝衰竭，享年41歲。三天後，麥加帝斯參加胡士托 '99音樂節，馬斯泰恩將〈出賣和平〉獻給了薩繆爾森，請台下觀眾一同懷念他。同月，樂團參與錄製向黑色安息日致敬的合作翻唱專輯《人性本黑第二輯》，他們翻唱了〈永不言敗〉。9月，展開全球巡演，歐洲行程是和鐵娘子一起的。巡演三個月後，極為重要的吉他手馬蒂·弗里德曼宣布退出樂團，原因是音樂性上的差異。馬斯泰恩表示：「我告訴馬蒂，《冒險》之後的新專輯，我們會回到初衷，玩最原始的重金屬。但他最後還是不幹了」。
2000年1月，毀滅大魔神和西伯利亞大樂團的前吉他手艾爾·皮特里加入，頂替弗里德曼的位置。4月，樂團回到錄音室開始製作下一張專輯。5月時，他們收到炭疽和克魯小丑的巡演邀約，於是擱淺了新專輯錄製工作，在北美演出。巡演初期，炭疽退出，而門票銷售最終也不如預期。

### 《救世英雄》（2000 - 2001年）
在國會唱片旗下待了十五年後，麥加帝斯於2000年7月離開了公司。馬斯泰恩表示，離開是因為與公司高層的摩擦越來越嚴重。他們以一張精選輯《國會制裁：麥加帝斯年代》告別了國會唱片公司，收錄兩首新歌：〈殺了國王〉和〈提心吊膽〉。10月，樂團返回錄音室工作，繼續製作新專輯。11月，簽入聖殿唱片旗下。馬斯泰恩解僱了經紀人鮑·普拉格，自己製作這張專輯。專輯中有十一首樂曲都是馬斯泰恩寫的，只有一首是吉他手皮特里的創作。在新專輯發行的前兩天，樂團出現在VH1頻道的紀錄片《音樂幕後》中，講述了馬斯泰恩、艾利弗森、一些前任成員，以前馬斯泰恩以前待過金屬製品的故事。
2001年5月15日，發行第九張專輯《救世英雄》，登上美國告示牌二百強專輯榜第16名，主打單曲〈摩托驚魂記〉登上告示牌主流搖滾單曲排行榜第22名。歷經兩張商業化的作品後，這張專輯象徵麥加帝斯重返鞭擊金屬原有的風格，但是批評者認為它沒有達到預期的效果。Allmusic認為：「馬斯泰恩試圖找回《歸於死寂》和《毀滅倒數》的榮景，但很多地方聽起來還是老調重彈，而且仍然是保持電台導向的一張專輯。因此，樂團還是找不回當年的光榮的盛氣和精彩火花」。《滾石唱片指南》將這張專輯描述為「呆滯」和「退化」，並稱之為「樂團的退步」。馬斯泰恩將該專輯與海上的大船相比，比喻樂團正在轉向、並試圖回到正常航線。
2001年，樂團開始世界巡演，歐洲行程與AC/DC同行。9月，與冰凍大地和安朵進行美國之旅。在美國每個城市的演出前，馬斯泰恩開放讓樂迷選出歌單。然而，因為發生了九一一襲擊事件，剩餘巡演被削減，包括原計劃在阿根廷錄製現場的表演，最後改在亞利桑那州的兩晚現場來代替。這兩晚實況後來發行為《完全覺醒 — 現場演唱會》，包括實況音源CD和現場影像DVD。2002年2月，經過重新混音的首張專輯《殺戮維生》再版發行，音質經過優化，並且還有附贈曲目。

### 解散（2002 - 2003年）
2002年1月，馬斯泰恩為治療腎結石而住院，並接受引起他藥物成癮復發的疼痛藥物治療。之後他轉院到德克薩斯州的治療中心，然而他的左臂受到嚴重的神經損傷。由於他在椅背上睡著而長時間壓迫左臂，導致橈神經損傷，他被診斷為周末夜麻痺症候群，這讓他無法彈琴，甚至用左手握拳都辦不到。
4月3日，馬斯泰恩在新聞稿中宣布，他正在解散麥加帝斯，因為他的手臂受傷麻痺，無法彈吉他。在接下來的四個月裡，他進行每周五天的物理治療，重建對左手臂的感受。2002年9月10日，為了履行對聖殿唱片的合約義務，麥加帝斯發行精選輯《別來無恙？》。
經過近一年的恢復治療，包括物理復健和電痙攣療法，馬斯泰恩回到工作中，對麥加帝斯歷年專輯進行重新混音。5月，馬斯泰恩進錄音室，他想要自己一個人做獨奏專輯，於是找來鼓手溫尼·克勞伊塔和貝斯手吉米·李·史洛亞斯加入他的個人錄音項目。

### 《體制瓦解》（2004年）

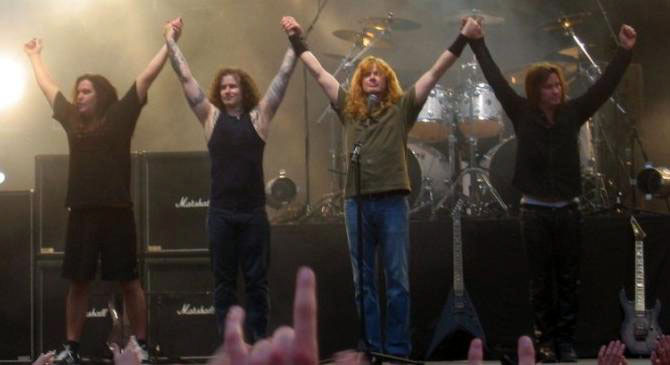
2004年的麥加帝斯

由於與唱片公司還有合約義務，必須以麥加帝斯的名義發行作品。於是，馬斯泰恩決定重組麥加帝斯來發行他的新專輯，並試圖找回最受樂迷喜愛的《歸於死寂》時期陣容，重頭錄製曲目。前鼓手尼克·門薩願意回來，前吉他手馬蒂·弗里德曼和貝斯手大衛·艾利弗森都不願回來。門薩在排練後就被他趕走，當時已經緊鄰新專輯巡演的預定日期了。對此馬斯泰恩表示，門薩沒有準備好進行美國巡迴：「他就是還不能上台打鼓」。而80年代時的前吉他手克里斯·波蘭回歸了，不過他只答應擔任錄音室樂手，因為他想要專注於發展融合爵士樂。於是錄音時，鼓手和貝斯手依舊是由溫尼·克勞伊塔和米·李·史洛亞斯擔任。
2004年9月14日，發行第十張專輯《體制瓦解》，美國音樂雜誌《左輪手槍》稱讚該專輯是「麥加帝斯自1992年《毀滅倒數》後，最辛辣、仇恨值最深、編曲最複雜的作品」。它象徵樂團逐漸回到早期的風格，美國音樂雜誌《CMJ新音樂月刊》描述該專輯擁有「全新的鞭擊金屬樂句，用詞尖酸、極度嘲諷政治的歌詞」。英國音樂雜誌《金屬之力》雜誌表示：「這張專輯把麥加帝斯帶回正軌，一張藝術品，使我們回想起80年代的金屬風格」。該專輯登上美國告示牌二百強專輯榜第18名，主打單曲〈死透透〉也登上告示牌主流搖滾單曲排行榜第21名。馬斯泰恩在此時宣布，這將是麥加帝斯的最後一張專輯，隨後將進行告別巡演，往後他將專注於獨奏生涯。
樂團在10月展開勒索全宇宙巡迴之旅，由於樂手不足，馬斯泰恩招募了冰凍大地的貝斯手詹姆斯·麥克唐納、鑽石國王的前吉他手葛倫·德羅弗，前鼓手門薩也再次回到樂團裡。然而在第一場演出前五天，門薩被換掉，由肖恩·德羅弗取代他成為正式鼓手。隨後樂團與出埃及巡迴美國場次、再與鑽石頭和地下黑牢巡迴歐洲場次。2005年6月，樂團的前東家國會唱片公司發行精選輯《暢銷金曲選：回到起點》，收錄前八張專輯中重新混音和修復的曲目，以及一片限量版DVD。

### 浩瀚巡迴（2005 - 2006年）

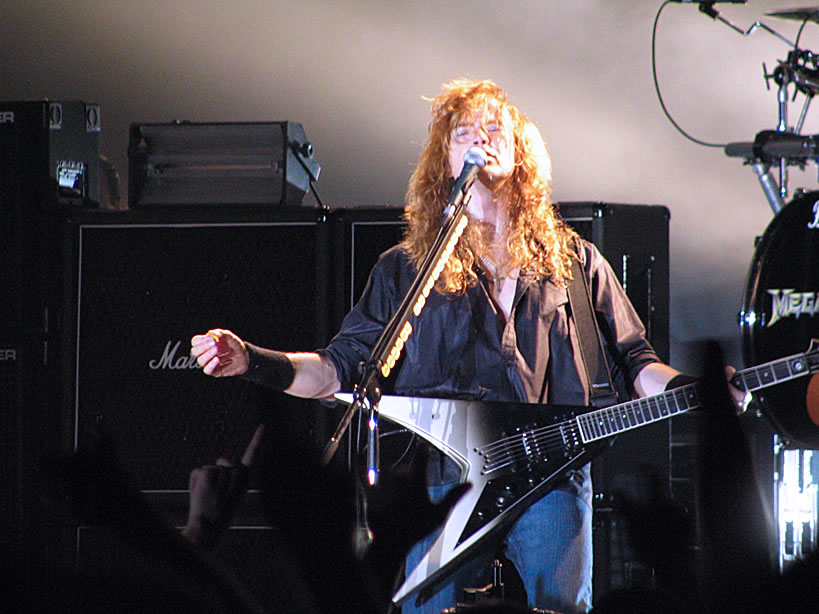
2005年的馬斯泰恩

2005年夏天，馬斯泰恩組織了一年一度的金屬音樂祭浩瀚巡迴。演出陣容包括麥加帝斯、夢劇場、永不超生、炭疽、恐懼工廠等。其中蒙特婁和溫哥華的演出，在2006年發布為影像作品和現場專輯。10月9日，在世界巡演結束之後，樂團來到阿根廷布宜諾斯艾利斯參加百事音樂搖滾節，門票完售，樂團受到兩萬五千多名觀眾極大的歡迎。除了馬斯泰恩宣布將會繼續推出麥加帝斯的專輯和巡演外，該場的實況也錄製為影像作品和現場專輯《那一夜：布宜諾斯艾利斯演唱會》。
2006年2月，貝斯手麥克唐納因「個人因素的差異性」退出樂團。他的位置由前烈酒公社的成員詹姆斯·洛門佐取代。樂團的新陣容抵達阿拉伯聯合大公國，在杜拜沙漠搖滾音樂節中登台，一同的還有聖約樂團。2006年3月21日，前東家國會唱片公司發行雙碟影像作品《麥加帝斯軍火庫》，其中包括紀錄片段、採訪、現場表演和許多樂團的音樂影片。第二屆浩瀚巡迴於2006年9月6日展開，陣容包括麥加帝斯、上帝羔羊、殘月魔都、邪神大敵、永劫回歸、音聖和殺過頭。10月在澳大利亞的場次又加入了飛靈樂團和卡利班樂團。

### 《邪惡聯合國》（2007 - 2008年）

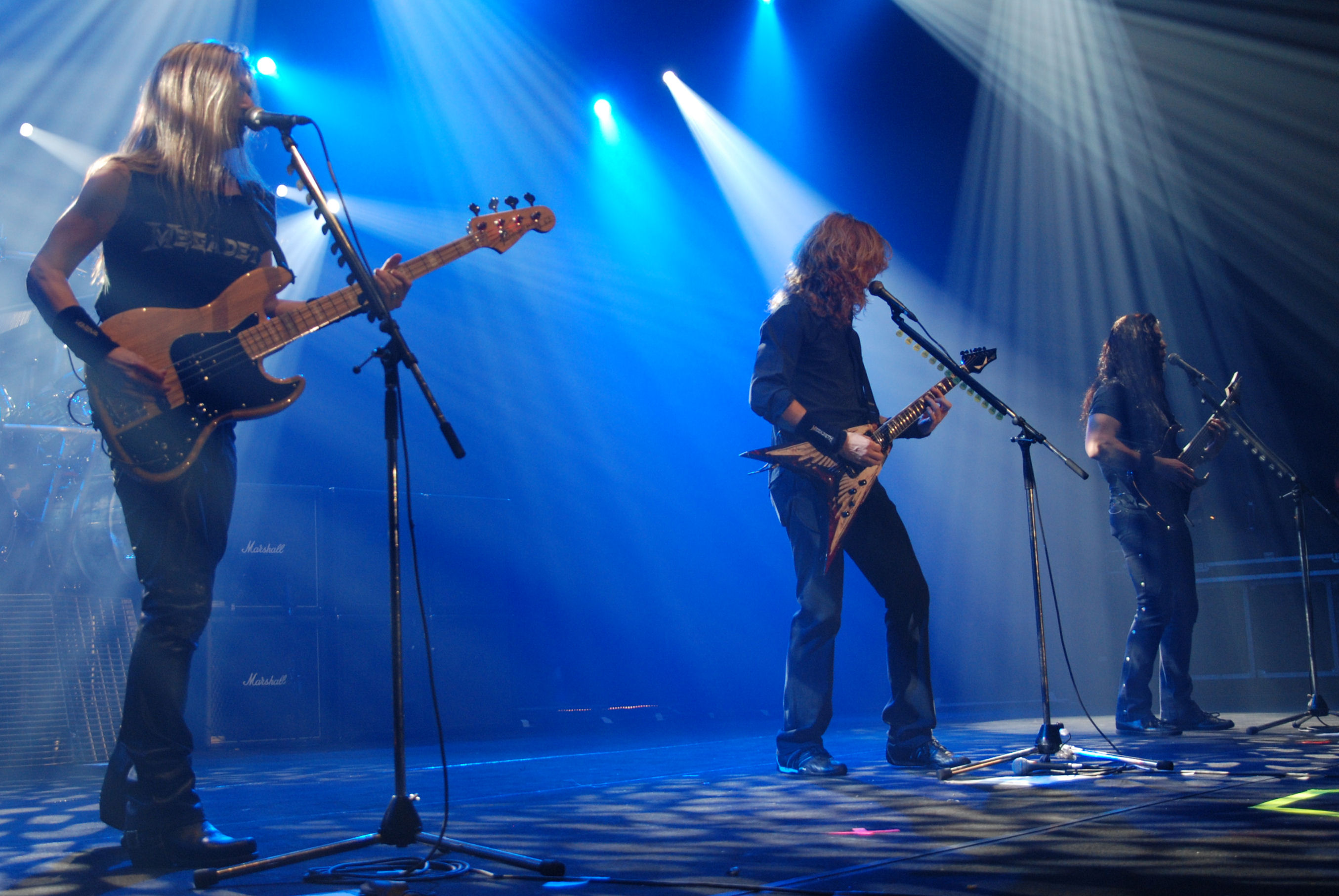
2008年的麥加帝斯

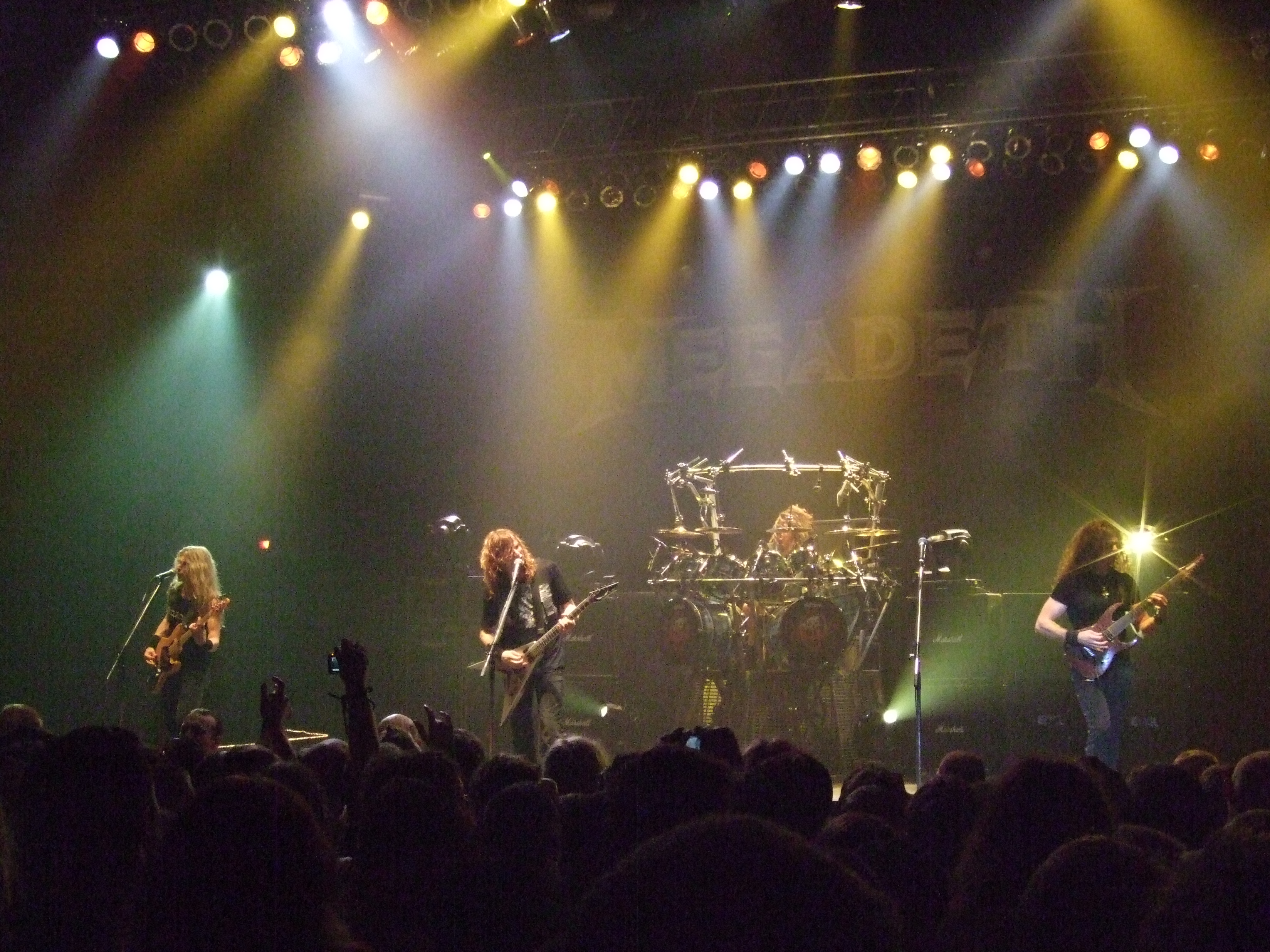
在英國倫敦布里克斯頓學院演出的麥加帝斯，2008年

2006年5月，馬斯泰恩透露麥加帝斯的新專輯已經接近完成，正在執行最關鍵的收尾。他說：「金屬界需要再來一張很棒的复古專輯，我相信我做到了」。這是該陣容（包括新加入的德羅弗兄弟和詹姆斯·洛門佐）的第一張專輯。特別的是1994年的〈給全世界〉重新錄製為〈給全世界（讓我自由）〉，義大利歌德金屬樂團時空飛鷹的女主唱克里斯汀娜·絲卡比雅與馬斯泰恩一起合唱，此曲的速度加快，並編寫了一段獨奏。
2007年5月15日，發行第十一張專輯《邪惡聯合國》，登上美國告示牌二百強專輯榜第8名，首周賣出五萬四千張。About.com表示這張專輯是「至少近十年來最棒的麥加帝斯專輯」。3月份，樂團與黑色安息日前成員組成的天堂與地獄一同在北美巡迴。之後到加拿大演出，由向下沉淪樂團暖場。接著又到美國演出，由機械頭暖場。隨後是歐洲的夏季音樂祭巡演。年底，麥加帝斯回到美國，展開使命之旅。11月，第三屆浩瀚巡迴從澳大利亞展開，陣容包括麥加帝斯、靜止X樂團、時空飛鷹、惡靈駛者和飛越地平線樂團。
2008年1月，吉他手葛倫·德羅弗退出樂團，他在接受重金屬媒體All About The Rock採訪時表示，已經厭倦了頻繁的巡迴旅行，希望花更多的時間陪家人，並說他和其他樂團成員間有摩擦。馬斯泰恩的經紀公司聯繫了永不超生的前成員克里斯·布羅德里克，詢問他是否有意願為麥加帝斯面試。布羅德里克到馬斯泰恩家中見面後，便成為新任吉他手。馬斯泰恩讚美布羅德里克的演奏技術，稱他是「麥加帝斯歷來最棒的吉他手，他彈起我們的舊歌就跟專輯裡一樣，強得不可思議」。布羅德里克之前的樂團成員、永不超生鼓手范·威廉斯祝賀麥加帝斯說：「得到一個超讚的樂手，更重要的是，他們得到一個偉大的傢伙、一個真正的朋友」。
2月4日，樂團新陣容在芬蘭赫爾辛基首演。2月17日，第三屆浩瀚巡迴到英美演出。馬斯泰恩想要縮小陣容，讓每個樂團有更多表演的機會。這次陣容包括麥加帝斯、地獄牛仔樂團、邪靈惡煞、烈焰邪神、死神之子和高亢烈火。5至6月，樂團抵達南美洲和墨西哥，繼續使命之旅的巡迴演出。9月30日，前東家國會唱片公司發行雙CD精選輯《精華輯：放火燒了全世界》。

### 《末日審判》（2009 - 2010年）

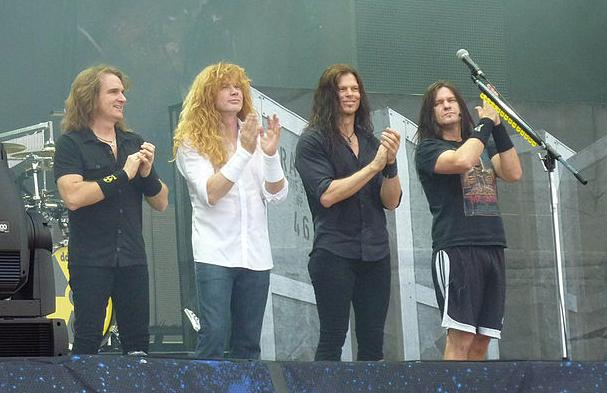
2010年的麥加帝斯

2009年2月，麥加帝斯與聖約樂團一同擔任猶大祭司的祭司音樂祭巡演暖場團。此時，金屬製品獲選列名搖滾名人堂，他們邀請馬斯泰恩出席典禮。不過馬斯泰恩被名人堂告知不具出席資格，因為這項榮耀只授予有參與專輯錄製的樂團成員。馬斯泰恩對金屬製品表達了祝賀之意，並說他要遵守和猶大祭司的約定，繼續巡演行程。4月，樂團與超級殺手同掛頭牌，一同在名為「加拿大屠殺」的巡迴中演出，這是他們睽違十五台的同台演出，由機械頭和悄聲終結暖場。
5月，樂團完成新專輯的錄製。2009年9月15日，發行第十二張專輯《末日審判》，登上美國告示牌二百強專輯榜第9名。馬斯泰恩表示，專輯名是向亞歷克斯·瓊斯的同名電影致敬。該專輯獲得廣泛的好評，About.com認為：「麥加帝斯依然是金屬界的佼佼者，這張專輯有老式也有現代的元素，2007年的《邪惡聯合國》已經贏得很多讚賞，然而《末日審判》這張更棒！」。英國廣播公司表示：「麥加帝斯自從《歸於死寂》後最熟練穩重的專輯，他們有權說自己是地球上最棒的重金屬樂團」。樂團在10月展開巡演，並於12月完成。2010年1月，樂團計畫與超級殺手和聖約樂團進行美國巡演，但是由於湯姆．阿拉亞的背部手術而延期舉行。幾周後，《末日審判》中的歌曲〈碎顱者〉獲得第52屆葛萊美獎「最佳金屬樂演奏獎」提名，不過最終敗給猶大祭司。
3月，樂團在北美展開歸於死寂二十周年巡演，這趟巡演樂團只演奏《歸於死寂》的曲目，由出埃及和聖約樂團擔任暖場。在巡演開始之前，貝斯手洛門佐離團，他決定去追尋別的發展。離開八年的創始貝斯手大衛·艾利弗森在與新陣容相聚排練後，重新回到麥加帝斯。

### 《第十三章》（2010 - 2012年）

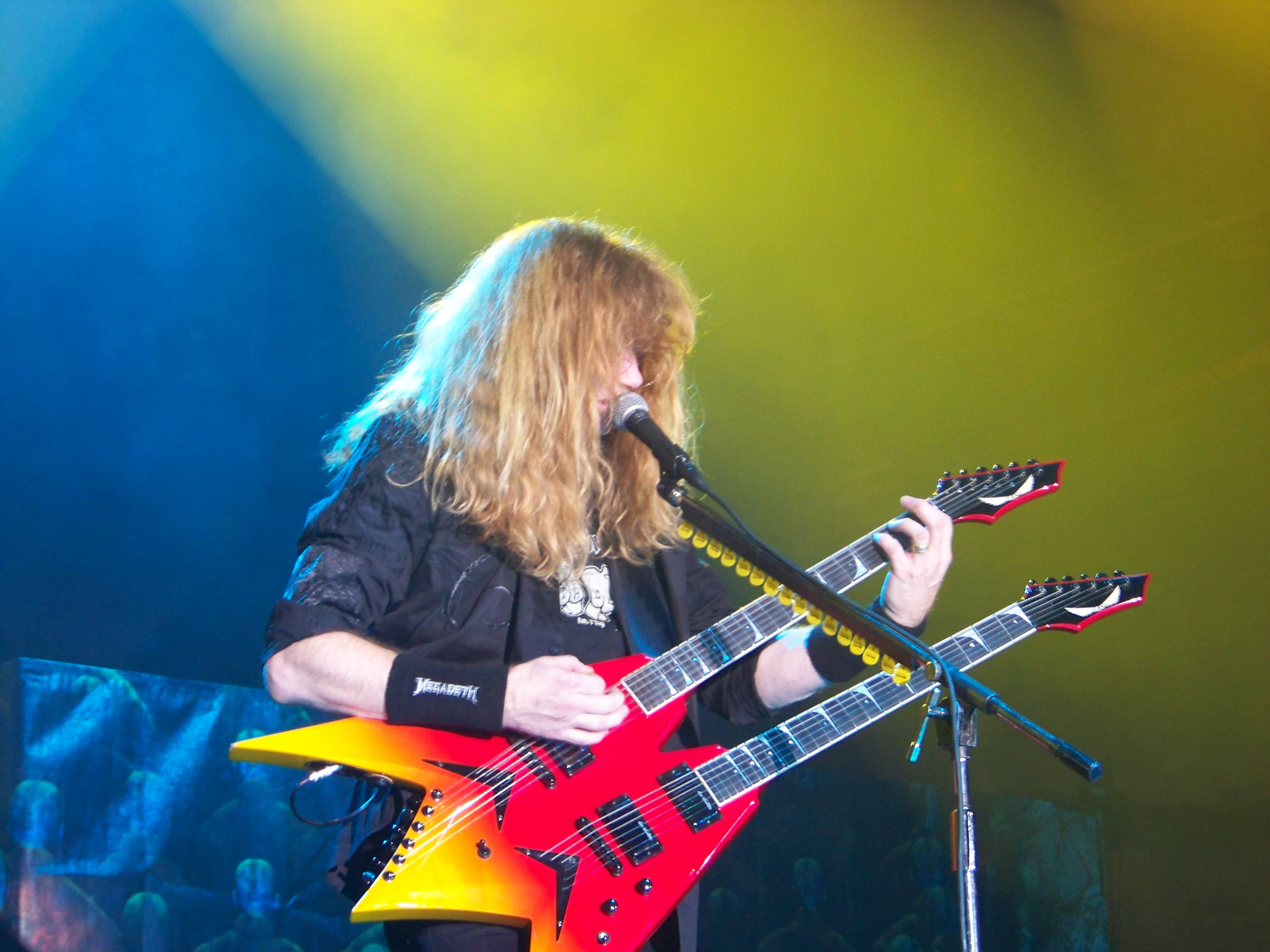
2011年的馬斯泰恩

「鞭擊金屬四巨頭」——麥加帝斯、金屬製品、炭疽和超級殺手，同意在2010年攜手共演，一同在歐洲音球音樂節上進行首次的聯合巡演。馬斯泰恩表示：「這樣的巡演對於金屬樂迷來說可是一生難得，四支載入美國金屬樂史冊的樂團同台演出，前所未有。如果在演出結束之後，哪位樂迷的脖子還沒有斷掉，那麼他根本不屬於這裡」。從6月16日到27日，四巨頭先後在波蘭、瑞士、捷克、保加利亞、希臘、羅馬尼亞、土耳其進行了七場演出。當中在保加利亞的演出，拍攝為影像作品《鞭金四大天王：史無前例經典現場》。四巨頭的聯合演出後來轉移到美國加州和紐約登台。
2010年7月，在四巨頭聯合演出之後，樂團和超級殺手展開美國大屠殺巡演。樂團表演《歸於死寂》的曲目，而超級殺手表演了《地獄四季》的曲目，這兩張都是1990年發行的專輯。自這些演唱會開始，樂團的吉祥物受害骷髏開始經常在舞台上化為巨型人偶，類似鐵娘子的艾迪，為演出增添了視覺效果。年底時，麥加帝斯、超級殺手和炭疽加入獵人大師音樂巡迴。在最終場演出中，凱瑞·金加入麥加帝斯的舞台，這是他從1984年支援之後的首次同台。2011年3至4月，樂團繼續與超級殺手展開歐洲大屠殺巡演。7至8月，樂團參加了混亂音樂節。
9月7日，發行影像作品《歸於死寂：25週年紀念巡迴》，這是在洛杉磯好萊塢帕拉丁音樂廳拍攝的演唱會實況。9月28日，樂團發行為電玩遊戲《吉他英雄：搖滾戰士》錄製的單曲〈驟然而死〉。此曲是遊戲發行商委託創作的，他們希望麥加帝斯能做一首呈現黑暗風格，吉他獨奏較多的歌曲。〈驟然而死〉獲得第53屆葛萊美獎「最佳金屬樂演奏獎」提名，不過最終敗給鐵娘子。
之後樂團與製作人強尼·K合作，進錄音室製作新專輯。2011年11月1日，發行第十三張專輯《第十三章》，登上美國告示牌二百強專輯榜第11名。並收錄之前發行的單曲〈驟然而死〉和〈永生不死〉。Allmusic認為這張專輯比前作更黑暗、更重、更直接，並形容：「馬斯泰恩瘋狂的手指彷彿有召喚死者的魔力」。收錄曲〈頭號公敵〉獲得第54屆葛萊美獎「最佳硬搖滾／金屬樂演奏獎」提名，不過最終敗給幽浮一族樂團。專輯發行後不久，馬斯泰恩表示，在經過四年的休息後，浩瀚巡迴將會再度舉辦。2012年1至3月間，第四屆浩瀚巡迴在北美展開，陣容包括麥加帝斯、摩托頭、時空飛鷹和狂音。2012年5月，羅伯·殭屍與麥加帝斯舉行為期九天的美國共演之旅。

### 《超速撞擊》（2012 - 2014年）

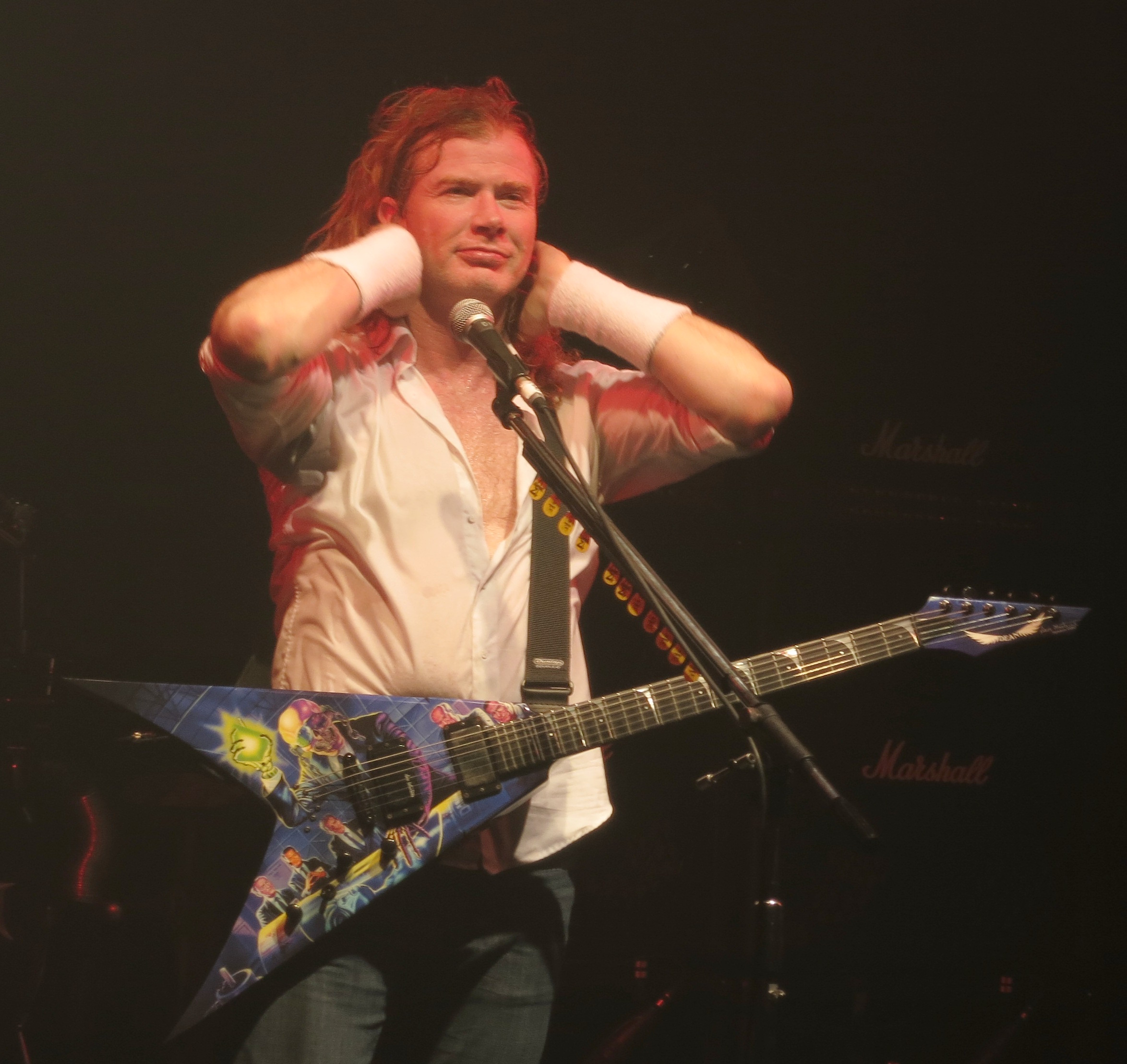
2012年的馬斯泰恩

2012年11月6日，國會唱片重新發行《毀滅倒數》，做為二十周年的紀念。該版本附贈一片在牛宮演出時的現場音源、一張24" x 36"的海報和四張明信片。為此，樂團也展開紀念巡演，在現場完整演奏《毀滅倒數》收錄的曲目。當中在波莫納福斯戲院的演出，錄製為影像作品與現場專輯《毀滅倒數：20週年巡迴演唱特輯》。此外，收錄於《第十三章》的曲子〈生殺大權〉獲得第55屆葛萊美獎「最佳硬搖滾／金屬樂演奏獎」提名，不過最終敗給駭兒史東樂團。
12月，樂團繼續與製作人強尼·K合作，進錄音室製作新專輯。2013年1月，樂團離開走鵑唱片，改簽環球唱片旗下的諜報唱片（此公司為馬斯泰恩成立）。2013年6月4日，第十四張專輯《超速撞擊》，登上美國告示牌二百強專輯榜第6名，是自1994年《少年早夭》後的最高名次。然而，對專輯的關鍵評論有很多是負面的，例如美國雜誌《流行話題》表示：「馬斯泰恩的歌聲一直是麥加帝斯最薄弱的環節，以往技術性可以彌補這項問題，但這次已經無法掩飾了。當中有許多戲劇性的嘗試，顯得陳腔濫調且尷尬」。發行後不久，馬斯泰恩說他已經開始考慮第十五張專輯了，因為超級殺手的吉他手傑夫·漢尼曼過世的消息令他受到刺激。馬斯泰恩說：「你知道，人生苦短，沒人知道自己能活多久，看到傑夫·漢尼曼發生的事之後，就讓我想盡可能的多寫一些歌」。
第五屆浩瀚巡迴於2013年7月3日展開，陣容包括麥加帝斯、烈酒公社、裝置樂團、地獄駭客和紐斯特。8月11日在最後一個場次中，金屬製品的前貝斯手傑森·紐斯特加入麥加帝斯的舞台，嘶吼演唱了〈鬼王〉一曲。2014年初，樂團原本預計參加澳大利亞的聲波音樂節，但是後來因為與該音樂節的主辦方產生意見分歧而取消。2014年2月25日，前東家國會唱片公司與環球音樂企業合作發行精選輯《經典》。

### 《反烏托邦》（2014年 - 2022年）

第十五張專輯《反烏托邦 (麥加帝斯專輯)》，封面描繪一幅因科技發達導致的世界末日場景。受害骷髏化身為機器人，左手拿著自由女神像的機械人頭，右手拿的武士刀是向《七武士》致敬。背景的廢墟是向《未來總動員》致敬。上方的雪梨港灣大橋是向《瘋狂麥斯系列電影》。漂浮的無人機則是向《陰屍路》致敬，象徵米瓊恩的兩具殭屍隨從

麥加帝斯在2014的下半年遭遇挫折，由於發生2014年以巴衝突，導致8月預定在特拉維夫的演唱會取消。9月預定加入摩托頭的巡演，也由於馬斯泰恩頸椎手術後產生併發症而退出。11月下旬，加入滿十年的鼓手肖恩·德羅弗退出，因為他想追求自己的音樂興趣。隨後，吉他手克里斯·布羅德里克也因「藝術和音樂性上的差異」退出。貝斯手艾利弗森否認麥加帝斯即將解散的傳聞，並說他和馬斯泰恩會繼續努力創作新的音樂。馬斯泰恩解釋，德羅弗和布羅德里克離開的原因之一，是樂迷要求麥加帝斯找回馬蒂·弗里德曼和尼克·門薩所導致。悲劇緊接在後，尼克·門薩在5月2日因心臟病發作身亡，享年51歲。
2015年4月至7月，上帝羔羊鼓手克里斯·阿德勒和火神安格拉吉他手奇可·羅瑞洛擔任支援樂手，協助麥加帝斯錄製新專輯。2016年1月22日，發行第十五張專輯《反烏托邦》，登上美國告示牌二百強專輯榜第3名。該專輯獲得普遍好評，例如《滾石》雜誌表示：「麥加帝斯的音樂重生了，聽起來緊湊又鋒利」。《金屬之鎚》雜誌也認為：「這是麥加帝斯最棒的專輯之一」。樂團在2至3月間，展開宣傳新專輯的北美巡演，暖場團包括死神之子、自殺傾向、暴亂狂徒（因合約糾紛，暴亂狂徒很快就退出行程）。
5月，馬斯泰恩公開呼籲，希望麥加帝斯的歷年成員為尼克·門薩的家人作一場慈善演出，他說：「我們很希望麥加帝斯過往的全體成員來和我們一起演出，而尼克的離開已經讓所有人難過震驚，所以我們更希望可以幫助尼克的孩子，用音樂來安慰他們」。馬斯泰恩在7月宣布，由於兩個樂團之間的調度問題，上帝羔羊的克里斯·阿德勒將不再給予支援，鼓手改由撒旦之作的成員德克·范比恩擔任。9至10月，樂團繼續巡演，暖場團包括維京戰神、自殺傾向、金屬教堂和屠殺嬌娃。

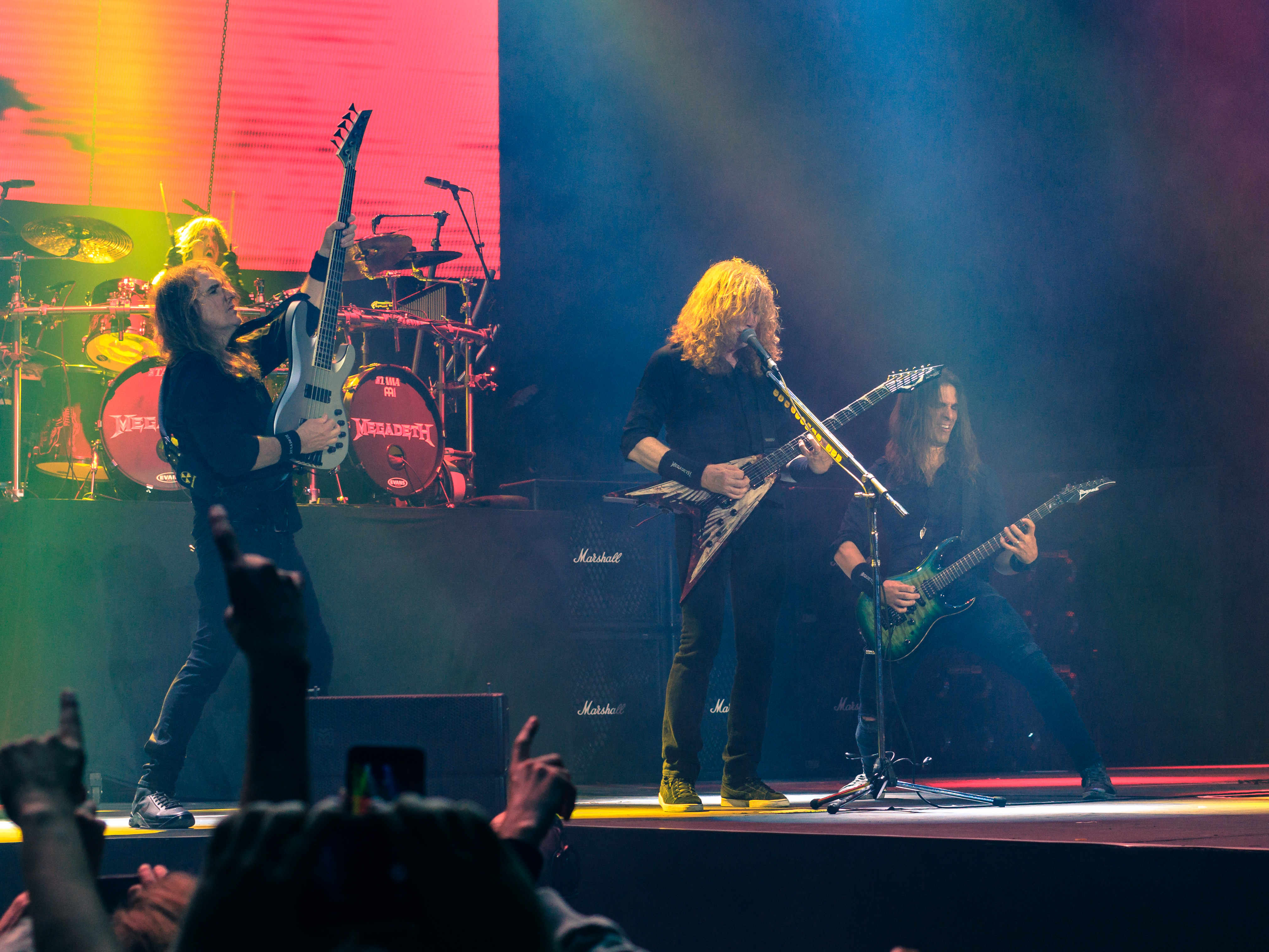
2018年的麥加帝斯

當馬斯泰恩被媒體問及「鞭擊金屬四巨頭」是否會再度重聚同台，他表示四支樂團都還在忙碌於新專輯。2017年，歌曲〈反烏托邦〉獲得第59屆葛萊美獎「最佳金屬樂演奏獎」提名，在經歷過去十一次入圍落選後，麥加帝斯終於在第十二次提名中獲選。戴夫·馬斯泰恩、大衛·艾利弗森、奇可·羅瑞洛和德克·范比恩出席典禮受獎。然而，現場演奏樂隊卻把頒獎音樂彈成金屬製品的招牌名曲〈傀儡之王〉，尷尬場面形成一時的熱門話題。事後，馬斯泰恩在他的推特網頁上幽默回應：「呃，他們（主辦單位樂隊）沒能耐彈麥加帝斯，你也不能怪他們啊～」。

## 音樂風格
麥加帝斯的音樂風格受到傳統重金屬音樂、英國重金屬新浪潮和龐克搖滾的影響，如幽浮、黑色安息日、虎皮鸚鵡、摩托頭、鐵娘子、鑽石頭、性手槍和雷蒙斯。吉他風格也受到硬式搖滾影響，如AC/DC和齊柏林飛船。美國北卡羅來納州立大學哲學與宗教研究系教授傑森·比文斯表示：「麥加帝斯的音樂，事實上遵循著摩托頭和鐵娘子的基本藍圖，他們融合英國重金屬新浪潮的精湛琴藝，以及硬蕊龐克的速度感與侵略性。另外，恐怖龐克樂團局外人也帶給他們靈感」。戴夫·馬斯泰恩則透露過五個影響他的樂團：鑽石頭、齊柏林飛船、披頭四樂團、AC/DC和幽浮，而吉他演奏的影響來自安格斯·楊、吉米·佩奇、艾斯·費利和麥克·桑可。
樂團的主要創作者是吉他手兼主唱馬斯泰恩，他會先做出即興重覆段，修改後成為樂曲的核心。他表示正式錄音時才會開始創作，平常不會練琴，他認為這樣會更有創造力，避免自己變得單調平庸。他也說自己寫歌很隨興，彈出重覆段才會去發展詞曲。樂曲也是分段創作的，最後由樂團成員們讓它組成緊湊的結構。鼓手尚恩·德萊維爾說，馬斯泰恩多年來保存了許多重覆段，最近的新作品有一些是來自這些舊創作。貝斯手大衛·艾利弗森說，樂團不斷的在創作新素材，製作前會先交換想法，然後再進錄音室，討論概念、音樂方向、藝術性和曲名。歌詞通常在作曲完成後填上。關於樂團的歌詞，馬斯泰恩表示許多主題是來自文學作品，如喬治·歐威爾的小說。
80年代，麥加帝斯與其他美國地下金屬樂團都展現出狂吼式的唱腔、雙大鼓、斷奏、顫音奏法，以及尖囂的失真電吉他聲，當時大多數樂團都採用價格低廉的低保真度技術錄音。馬斯泰恩成立麥加帝斯之後，延續他在以前在金屬製品的鞭擊金屬風格，更加注重速度、強度和技術性。麥加帝斯的音樂特色是整齊俐落的樂器演奏、節奏快速、複雜編曲和咆哮式唱腔，大多數樂曲都是以標準的吉他定弦錄製。《芝加哥論壇報》請馬斯泰恩描述麥加帝斯的吉他風格時，他表示：「當你去看鞭擊金屬樂團的演唱會，通常台上的吉他手看起來就像是在揍那把吉他」。
在樂團的早期時代，馬斯泰恩是節奏吉他手，克里斯·波蘭是主奏吉他手。雖然波蘭只錄過三張專輯，音樂記者哈維·紐奎斯特和彼得·布朗都認為，因為他受到爵士樂影響，使得音樂更加豐富。根據美國《金屬狂人》雜誌前任編輯傑夫·瓦格納的看法，樂團的音樂創作技巧在第四張專輯《歸於死寂》中達到了巔峰，他的形容是：「渾然天成的精準演奏、動態與韻律，使麥加帝斯成為世界上最先進的速度金屬樂團」。音樂學家葛倫·普斯拜瑞指出，《歸於死寂》專輯中的吉他作品混合兩種面向，一個是馬斯泰恩的「精心編排的全面失控」，另一個是馬蒂·弗里德曼的「卓越才華的演奏技術」。90年代中後期，樂團發行的專輯特色是結構緊湊、不太複雜的樂句。
麥加帝斯的歌詞側重在描述死亡、戰爭、政治和宗教。抒情類型則以虛無主義為主，偶爾涉及社會異化與社會問題。最初期的作品含有神秘主義、圖像上的暴力與撒旦主義等主題。此外，核戰爭與政府陰謀論是《歸於死寂》和《毀滅倒數》的專輯焦點，也使麥加帝斯被視為反政治樂團。在樂團的商業高峰期間，馬斯泰恩詳細闡述了更多個人主題，如成癮和親密關係。關於《弦外之音》的歌詞，馬斯泰恩表示他想吸引更廣泛的聽眾，所以改變了主題。《邪惡聯合國》的專輯名是諷刺聯合國，馬斯泰恩在專輯歌詞中抨擊了該國際組織的無效性，並提到相關的陰謀論如新世界秩序、美帝國主義、人民奴役和生化戰。往後的專輯中，也包含許多類似的政治諷刺歌詞，例如敵基督與光明會。

## 影響力、開創性、成就與地位
截至2014年，麥加帝斯已於全球賣出五千萬張專輯。在80年代時，該樂團是美國地下金屬界獲得大規模商業成功的少數樂團之一。與同時期的金屬製品、超級殺手和炭疽是公認的鞭擊金屬核心創始者。這四支樂團被稱為「鞭擊金屬四巨頭」（有時稱作四大鞭）。他們發展了鞭擊金屬流派，並使它在全球普及化。美國音樂雜誌《Loudwire》將他們列為「歷來十大最佳鞭擊金屬樂團」第三名，稱讚他們創造了引人入勝的歌詞和掀起思維變革的精湛技藝。美國音樂雜誌《CMJ新音樂月刊》表示，樂團的首張專輯具有開創性意義，並代表著「速度金屬的黃金年代」。同樣，美國權威音樂雜誌《告示牌》也稱該樂團的第二張專輯《出賣和平，有人要嗎？》是鞭擊金屬運動的里程碑，其歌詞具有現實意義。美國音樂電視頻道MTV也認可麥加帝斯是具有重大影響力的金屬樂團，早期專輯的技術性非常卓越。
麥加帝斯被認為是最具音樂影響力的團體之一，起源於20世紀80年代。身為早期美國鞭擊金屬運動的一份子，他們的音樂對後來的死亡金屬有直接影響。英國倫敦大學伯貝克學院社會學家基思·哈恩-哈里斯寫道，麥加帝斯的主流成功是極端金屬得以擴展到全世界的原因之一。樂團的音樂和專輯作品也影響了許多21世紀的鞭擊金屬樂團，包括大毒殺和戰爭凶器。根據尼爾森唱片市場調查系統的統計資料指出，麥加帝斯在1991年至2014年間在美國售出了920萬張專輯。

## 獎項與榮譽
有關更全面的列表，請參閱主條目：麥加帝斯獎項與提名列表
| 1993 | - 美國人道協會「創世紀獎」 — 《毀滅倒數》 |
| 1999 | - Kerrang!音樂獎「經典創作人獎」 — 戴夫·馬斯泰恩 |
| 2000 | - VH1頻道「百大優秀硬搖滾樂團」第69名 — 麥加帝斯 |
| 2004 | - 《吉他世界》雜誌「歷來一百位最偉大的重金屬吉他手」第19名 — 戴夫·馬斯泰恩、馬蒂·弗里德曼                                                                                     |
| 2006 | - MTV頻道「最偉大的金屬樂團」 — 麥加帝斯 |
| 2007 | - 金屬之鎚金神獎「樂句之神獎」 — 戴夫·馬斯泰恩 |
| 2009 | - 左輪手槍金神獎「金神獎」 — 戴夫·馬斯泰恩 |
| 2011 | - Loudwire音樂獎「年度最佳金屬專輯獎」 — 《第十三章》 - Loudwire音樂獎「年度最佳金屬歌曲獎」 — 〈頭號公敵〉                                                                   |
| 2013 | - 《Loudwire》雜誌「歷來十大最佳鞭擊金屬樂團」第3名 — 麥加帝斯 |
| 2015 | - 金屬之鎚金神獎「金神獎」 — 戴夫·馬斯泰恩 |
| 2016 | - 克里奧國際廣告獎「銀牌」 — 麥加帝斯虛擬實境體驗 - 左輪手槍金神獎「戴姆拜格·達雷爾最佳吉他手獎」 — 戴夫·馬斯泰恩、奇可·羅瑞洛 - 左輪手槍金神獎「終身成就獎」 — 戴夫·馬斯泰恩 |
| 2017 | - 葛萊美獎「最佳金屬樂演奏獎」 — 〈反烏托邦〉 |

## 作品列表
參見主條目：麥加帝斯唱片列表
| - 殺戮維生（1985年6月12日） - 出賣和平，有人要嗎？（1986年9月19日） - 目前很好又如何（1988年1月19日） - 歸於死寂（1990年9月24日） - 毀滅倒數（1992年7月14日） - 少年早夭（1994年11月1日） - 弦外之音（1997年6月17日） - 冒險（1999年8月31日） - 救世英雄（2001年5月15日） - 體制瓦解（2004年9月14日） - 邪惡聯合國（2007年5月15日） - 末日審判（2009年9月15日） - 第十三章（2011年11月1日） - 超速撞擊（2013年6月4日） - 反烏托邦（2016年1月22日） - 病人、垂死者和死者！（2022年9月2日） - 完全覺醒 — 現場演唱會（2002年3月19日） - 那一夜：布宜諾斯艾利斯演唱會（2007年9月4日） - 歸於死寂：25週年紀念巡迴（2010年9月7日） - 鞭金四大天王：史無前例經典現場（2010年11月2日） - 毀滅倒數：20週年巡迴演唱特輯（2013年9月24日） | - 國會制裁：麥加帝斯年代（2000年10月24日） - 別來無恙？（2002年9月10日） - 暢銷金曲選：回到起點（2005年6月28日） - 軍火庫影音選（2007年10月9日） - 精華輯：放火燒了全世界（2008年9月30日） - 經典（2014年2月25日） - 歸於腐蝕（1991年4月） - 揭開夢想（1992年11月3日） - 少年早夭製作幕後（1995年5月2日） - 音樂幕後（2001年10月16日） - 完全覺醒 — 現場演唱會（2002年4月9日） - 麥加帝斯軍火庫（2006年3月21日） - 那一夜：布宜諾斯艾利斯演唱會（2007年3月6日） - 歸於死寂：25週年紀念巡迴（2010年10月15日） - 鞭金四大天王：史無前例經典現場（2010年11月1日） - 毀滅倒數：20週年巡迴演唱特輯（2013年9月24日） - 隱藏的寶藏（1995年7月18日） |

## 成員列表
| - 戴夫·馬斯泰恩 – 主唱、吉他（1983 - 2002年，2004 - 至今） - 詹姆斯·洛門佐 – 貝斯、和聲（2006 - 2010年，2022 - 至今） - 德克·范比恩 – 鼓、打擊樂器（2016 - 至今） - 泰穆·曼蒂薩里 – 吉他、和聲（2023 - 至今） - 溫尼·克勞伊塔 – 鼓、打擊樂器（2004年） - 吉米·李·史洛亞斯 – 貝斯（2004年） - 凱瑞·金 – 吉他（1984年） - 麥克·阿爾伯特 – 吉他（1985年） - 東尼·勞雷亞諾 – 鼓、打擊樂器（2015 - 2016年） | - 大衛·艾利弗森 – 貝斯、和聲（1983 - 2002年，2010 - 2021年） - 勞倫斯·凱恩 – 主唱（1983年） - 馬特·基斯爾斯坦 – 貝斯（1983年） - 葛瑞格·漢德文 – 吉他（1983年） - 迪戎·克魯瑟斯 – 鼓、打擊樂器（1983年） - 李·洛許 – 鼓、打擊樂器（1984年） - 加爾·薩繆爾森 – 鼓、打擊樂器（1984 - 1987年） - 克里斯·波蘭 – 吉他（1984 - 1985年，1985 - 1987年，2004年） - 查克·貝勒 – 鼓、打擊樂器（1987 - 1989年） - 傑·雷諾茲 – 吉他（1987年） - 傑夫·楊 – 吉他（1987 - 1989年） - 尼克·門薩 – 鼓、打擊樂器、和聲（1989 - 1998年，2004年） - 馬蒂·弗里德曼 – 吉他、和聲（1990 - 2000年） - 吉米·德格拉索 – 鼓、打擊樂器、和聲（1998 - 2002年） - 艾爾·皮特里 – 吉他、和聲（2000 - 2002年） - 肖恩·德羅弗 – 鼓、打擊樂器（2004 - 2014年） - 葛倫·德羅弗 – 吉他、和聲（2004 - 2008年） - 詹姆斯·麥克唐納 – 貝斯（2004 - 2006年） - 克里斯·布羅德里克 – 吉他、和聲（2008 - 2014年） - 克里斯·阿德勒 – 鼓（2015 - 2016年） - 奇可·羅瑞洛 – 吉他、和聲（2015 - 2023年） |

### 專輯參與表
| 樂器             | 專輯              | 專輯                          | 專輯                    | 專輯              | 專輯              | 專輯              | 專輯              | 專輯          | 專輯              | 專輯              | 專輯                | 專輯              | 專輯              | 專輯              | 專輯              | 專輯                        |
| 樂器             | 殺戮維生 （1985） | 出賣和平，有人要嗎？ （1986） | 目前很好又如何 （1988） | 歸於死寂 （1990） | 毀滅倒數 （1992） | 少年早夭 （1994） | 弦外之音 （1997） | 冒險 （1999） | 救世英雄 （2001） | 體制瓦解 （2004） | 邪惡聯合國 （2007） | 末日審判 （2009） | 第十三章 （2011） | 超速撞擊 （2013） | 反烏托邦 （2016） | 病人、垂死者和死者 （2022） |
| ---------------- | ----------------- | ----------------------------- | ----------------------- | ----------------- | ----------------- | ----------------- | ----------------- | ------------- | ----------------- | ----------------- | ------------------- | ----------------- | ----------------- | ----------------- | ----------------- | --------------------------- |
| 主唱 兼 節奏吉他 | 戴夫·馬斯泰恩     | 戴夫·馬斯泰恩                 | 戴夫·馬斯泰恩           | 戴夫·馬斯泰恩     | 戴夫·馬斯泰恩     | 戴夫·馬斯泰恩     | 戴夫·馬斯泰恩     | 戴夫·馬斯泰恩 | 戴夫·馬斯泰恩     | 戴夫·馬斯泰恩     | 戴夫·馬斯泰恩       | 戴夫·馬斯泰恩     | 戴夫·馬斯泰恩     | 戴夫·馬斯泰恩     | 戴夫·馬斯泰恩     | 戴夫·馬斯泰恩               |
| 主奏吉他         | 克里斯·波蘭       | 克里斯·波蘭                   | 傑夫·楊                 | 馬蒂·弗里德曼     | 馬蒂·弗里德曼     | 馬蒂·弗里德曼     | 馬蒂·弗里德曼     | 馬蒂·弗里德曼 | 艾爾·皮特里       | 克里斯·波蘭       | 葛倫·德羅弗         | 克里斯·布羅德里克 | 克里斯·布羅德里克 | 克里斯·布羅德里克 | 奇可·羅瑞洛       | 奇可·羅瑞洛                 |
| 貝斯             | 大衛·艾利弗森     | 大衛·艾利弗森                 | 大衛·艾利弗森           | 大衛·艾利弗森     | 大衛·艾利弗森     | 大衛·艾利弗森     | 大衛·艾利弗森     | 大衛·艾利弗森 | 大衛·艾利弗森     | 吉米·李·史洛亞斯  | 詹姆斯·洛門佐       | 詹姆斯·洛門佐     | 大衛·艾利弗森     | 大衛·艾利弗森     | 大衛·艾利弗森     | 史蒂夫·迪喬治               |
| 鼓               | 加爾·薩繆爾森     | 加爾·薩繆爾森                 | 查克·貝勒               | 尼克·門薩         | 尼克·門薩         | 尼克·門薩         | 尼克·門薩         | 吉米·德格拉索 | 吉米·德格拉索     | 溫尼·克勞伊塔     | 肖恩·德羅弗         | 肖恩·德羅弗       | 肖恩·德羅弗       | 肖恩·德羅弗       | 克里斯·阿德勒     | 德克·范比恩                 |

## 外部連結
- 官方网站
- 麥加帝斯的Facebook專頁
- 麥加帝斯的X（前Twitter）
- 麥加帝斯官方Youtube頻道 （页面存档备份，存于）
- 中的“麦加帝斯”
- Megadeth在Allmusic上的頁面